# Stefan Jurkowski
Stefan Jurkowski (ur. 30 stycznia 1948 w Tarnowskich Górach) – polski poeta, publicysta, krytyk literacki, dziennikarz.

## Życiorys
Stefan Jurkowski uprawia krytykę literacką, felietonistykę, publicystykę kulturalną. Utwory poetyckie Jurkowskiego, recenzje, szkice literackie, felietony, eseje były publikowane m.in. w „Akancie”, „Aneksie”, „Autografie”, „Barwach”, „Dziś”, „Faktach”, „Gazecie Kulturalnej”, „Kamenie”, „Kierunkach”, „Kulturze”, „Literaturze”, „Metaforze”, „Miesięczniku”, „Nowym Wyrazie”, „Nowej Wsi”, „Odgłosach”, „Piśmie Literacko-Artystycznym”, „Rzeczpospolitej”, „Poezji”, „Poezji Dzisiaj”, „Polityce” „Przeglądzie Tygodniowym”, „Twórczości”, „Tygodniku Kulturalnym”, „Tytule”, „Współczesności”, „Więzi”, „Życiu Literackim”, „Życiu i Myśli”.
Jako dziennikarz i publicysta pracował w „Kierunkach”, Instytucie Wydawniczym PAX w Redakcji Literatury Współczesnej, „Słowie Powszechnym”, „Szpilkach”, gdzie był zastępcą sekretarza redakcji, „Życiu Codziennym”, „Życiu Naszym Codziennym”, „Warszawskim Informatorze Kulturalnym”, gdzie był zastępcą redaktora naczelnego, „Sztandarze”, „Trybunie”, gdzie był kierownikiem działu kultury i publicystą.
Stefan Jurkowski jest wiceprezesem Zarządu Oddziału Warszawskiego Związku Literatów Polskich, w którym pełnił funkcję opiekuna Koła Młodych (do kwietnia 2007). Od maja 2007 jest członkiem Zarządu Głównego ZLP, od maja 2011 był Przewodniczącym Komisji Kwalifikacyjnej Zarządu Głównego ZLP. Od roku 2015 pełni funkcję Sekretarza Generalnego ZLP. Był również wiceprezesem Stowarzyszenia Promocji Polskiej Twórczości (2006-2014)
Nominowany do nagrody im. Norwida za swoją książkę Codzienny plac zabaw wydaną w 2007.

## Twórczość
Jako poeta debiutował w 1967 na łamach pisma „Kierunki”. Opublikował siedemnaście tomów poezji:
- Wibracje (Instytut Wydawniczy „Pax” 1969),
- Wysokie lato (Instytut Wydawniczy „Pax” 1975),
- Równowaga (KAW 1980),
- Zagrożenie (Instytut Wydawniczy „Pax” 1980),
- Genesis (Wydawnictwo Literackie 1985),
- Światy równoległe (Instytut Wydawniczy „Pax” 1987),
- Poszerzanie przestrzeni (Pod Wiatr 1993),
- Cierpliwość (Życie Nasze Codzienne 1994),
- Rekonstrukcja (ZLP Poznań 1997),
- Odezwa (Aula 2002),
- Koło niedomknięte (Wydawnictwo Adam Marszałek 2004),
- Codzienny plac zabaw (Wydawnictwo Adam Marszałek 2007),
- Pod każdym słońcem (Wydawnictwo ASTRA 2010),
- Pod każdym słońcem (Wydawnictwo „BULGARSKA KNIJNITZA” 2012) - przekład na bułgarski: Łyczezar Seliaszki
- Poezje wybrane (Ludowa Spółdzielnia Wydawnicza 2010),
- Studnie Andersena (Wydawnictwo Adam Marszałek 2012).
- Pamiątka po nieobecności (Zaułek Wydawniczy Pomyłka 2015)
- Spacer do siebie (Oficyna Wydawnicza STON 2 2017)
- Obcy jestem (Oficyna Wydawnicza STON 2 2020)
- Epizod podróżny (Oficyna Wydawnicza STON 2 2023)
- Bezpowrotność (Kielce 2025)

## Nagrody
- Nagroda Młodych im. Włodzimierza Pietrzaka za tom Wysokie lato (1975)
- Wyróżnienie XVI Międzynarodowego Listopada Poetyckiego za tom Poszerzanie przestrzeni (1993)
- Wielki Laur Poezji XV Międzynarodowej Jesieni Literackiej Pogórza (2005)
- Nagroda Poezji Dzisiaj (2006)
- Nagroda im. Klemensa Janickiego (2007)
- Nominacja do Nagrody Samorządu Województwa Mazowieckiego w Dziedzinie Sztuki im. Cypriana Kamila Norwida za tom wierszy Codzienny plac zabaw (2008)
- siedmiokrotny laureat Łódzkich Wiosen Poetów

## Odznaczenia
- Złoty Krzyż Zasługi (2005) – za działalność literacką